# Braț (anatomie)

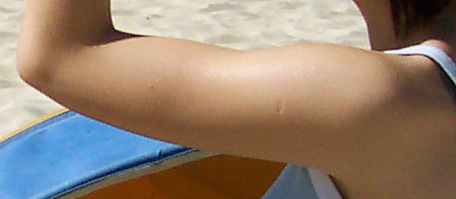
Brațul uman (cu o mică cicatrice)

În anatomia umană, brațul reprezintă segmentul membrului superior cuprins între cot și umăr. Brațul este limitat superior de centura scapulară și inferior se continuă cu antebrațul.
Absența congenitală a brațelor se numește abrahie.

## Structura osoasă

Structura osoasă a brațului

Din punct de vedere al componenței osoase, brațul este alcătuit dintr-un singur os: humerus. Humerusul este un os lung și prezintă un corp și două extremități (una proximală și una distală). Extremitatea proximală a humerusului prezintă capul humerusului (care se articulează cu cavitatea glenoidă a scapulei) și corpul humerusului. Extremitatea distală, numită și condil humeral, prezintă două suprafețe articulare: trohleea humerusului (medial) și capitulul humerusului (lateral) separate de un șanț intermediar și trei fose: coronoidă, radială, olecraniană.

## Mușchii brațului
Sunt împărțiți în mușchii regiunii anterioare și mușchii regiunii posterioare.

#### Mușchii regiunii anterioare
Mușchii regiunii anterioare sunt inervați de nervul musculocutan și sunt următorii: 
- mușchiul biceps brahial: își are originea pe procesul coracoid printr-un tendon comun cu mușchiul coracobrahial (capul scurt al mușchiului biceps) și pe tuberculul supraglenoidian al scapulei (capul lung al bicepsului). Mușchiul biceps este un mușchi flexor care datorită inserției sale pe tuberozitatea radială, este și supinator la începutul contracției.
- mușchiul coracobrahial: își are originea la nivelul procesului coracoid și este un mușchi flexor și adductor al brațului.
- mușchiul brahial: are originea pe marginile și fețele anterioare ale humerusului. Acesta se inseră pe tuberozitatea ulnei și este un mușchi flexor al antebrațului și tensor al capsulei cotului.

#### Mușchii regiunii posterioare
Mușchii regiunii posterioare a brațului sunt inervați de nervul radial și sunt următorii: 
- mușchiul triceps brahial: caracteristica lui este că are trei capete de origine: capul lung, capul medial și capul lateral. Capul lung are originea la nivelul tuberculului infraglenoidal, capul lateral are originea la nivelul septului intermuscular lateral, iar capul medial are originea la nivelul septului intermuscular medial. Acțiunea mușchiului triceps brahial este de extensie a brațului și antebrațului și adductor al brațului, prin intermediul capului lung.
- mușchiul anconeu: are originea la nivelul epicondilului lateral și are acțiune de extensie a antebrațului.

În structura brațului există de asemenea și fascia brațului. Aceasta are formă cilindrică și acoperă mușchii brațului. Aceasta este situată sub piele și se continuă proximal cu fasciile mușchilor pectoral mare, infraspinos și deltoid și cu fascia axilară. Fascia brahială se inseră distal pe epicondilii humerali și pe olecran și apoi se continuă inferior cu fascia antebrahială.